# Margit Szobi
Margit Szobi (* 21. Mai 1951 in Naszály) ist eine ehemalige ungarische Bogenschützin.

## Karriere
Margit Szobi nahm an den Olympischen Spielen 1980 in Moskau teil. Im Einzelwettbewerb belegte Szobi den 21. Platz.